# Kolekcja Polskiej Literatury Współczesnej
Kolekcja Polskiej Literatury Współczesnej – polska seria książkowa, wydawana w latach 70. i 80. XX wieku. Było to przedsięwzięcie wydawnicze, w którym uczestniczyło wielu edytorów, m.in. wydawnictwa: Czytelnik, Książka i Wiedza, Instytut Wydawniczy PAX, Ossolineum, Państwowy Instytut Wydawniczy, Wydawnictwo Ministerstwa Obrony Narodowej, Wydawnictwo Poznańskie. Poszczególne pozycje serii miały jednakową szatę graficzną. Autorem układu typograficznego był Jan Bokiewicz. Wiele okładek książek z serii zaprojektował Janusz Stanny.
Kolekcja była kontynuacją wydawanej w latach 70. Biblioteki Literatury XXX-lecia, zarówno pod względem formy graficznej poszczególnych tomów, jak i koncepcji serii jako przedsięwzięcia realizowanego wspólnie przez wiele wydawnictw.

## Wybrane pozycje serii
1. Auderska, Halina, Ptasi gościniec, Książka i Wiedza, Warszawa 1979
2. Bratny, Roman, Losy, wyd. 3, Czytelnik, Warszawa 1979
3. Breza, Tadeusz, Spiżowa brama, Czytelnik, Warszawa 1980
4. Bryll, Ernest, Dramaty, Instytut Wydawniczy PAX, Warszawa 1980
5. Bystrzycka, Zofia, Gra bez asów, Państwowy Instytut Wydawniczy, Warszawa 1980
6. Dąbrowska, Maria, Opowiadania, Czytelnik, Warszawa 1981
7. Dziarnowska, Janina, Słowo o Brunonie Jasieńskim, wyd. 2, Książka i Wiedza, Warszawa 1982
8. Gałczyński, Konstanty Ildefons, Liryka i groteska, Czytelnik, Warszawa 1980
9. Hołuj, Tadeusz, Osoba, Wydawnictwo „Śląsk”, Katowice 1979
10. Hołuj, Tadeusz, Raj, Czytelnik, Warszawa 1978
11. Hołuj, Tadeusz, Róża i płonący las (2 tomy), Wydawnictwo Lubelskie, Lublin 1976
12. Iwaszkiewicz, Jarosław, Zarudzie, wyd. 2, Czytelnik, Warszawa 1978
13. Kawalec, Julian, Ziemi przypisany; Tańczący jastrząb, Państwowy Instytut Wydawniczy, Warszawa 1980
14. Kowalska, Anna, Ołtarze - Ptasznik - Wieża, Czytelnik, Warszawa 1977
15. Kruczkowski, Leon, Dramaty, Państwowy Instytut Wydawniczy, Warszawa 1981
16. Kuśniewicz, Andrzej, Król Obojga Sycylii, Państwowy Instytut Wydawniczy, Warszawa 1980
17. Kuśniewicz, Andrzej, Trzecie królestwo, Państwowy Instytut Wydawniczy, Warszawa 1978
18. Łopalewski, Tadeusz, Kaduk, czyli wesoła niemoc, Czytelnik, Warszawa 1981
19. Newerly Igor, Żywe wiązanie, Czytelnik, Warszawa 1978
20. Osmańczyk, Edmund Jan, Był rok 1945..., Państwowy Instytut Wydawniczy, Warszawa 1977
21. Paukszta, Eugeniusz, Wszystkie barwy codzienności, wyd. 5, Wydawnictwo Poznańskie, Poznań 1979
22. Prorok, Leszek, Czas stworzenia, Czytelnik, Warszawa 1980
23. Przymanowski, Janusz, Trójca grzeszna, Wydawnictwo MON, Warszawa 1980
24. Putrament, Jerzy, Akropol, Czytelnik, Warszawa 1977
25. Putrament, Jerzy, Bołdyn, wyd. 2, Czytelnik, Warszawa 1982
26. Różewicz, Tadeusz, Niepokój, Zakład Narodowy im. Ossolińskich, Wrocław 1980
27. Różewicz, Tadeusz, Próba rekonstrukcji, Zakład Narodowy im. Ossolińskich, Wrocław 1979
28. Safjan, Zbigniew, Pole niczyje, Państwowy Instytut Wydawniczy, Warszawa 1978
29. Stawiński, Jerzy Stefan, Kanał i inne opowiadania, Czytelnik, Warszawa 1981
30. Szymborska, Wisława, Wybór wierszy, wyd. 2 uzup., Państwowy Instytut Wydawniczy, Warszawa 1979
31. Śliwiak, Tadeusz, Płonący gołębnik, Wydawnictwo Literackie, Kraków 1978
32. Wiechecki, Stefan Wiech, Dmuchnij pan w balonik. Wybór felietonów, ilustracja na okładce Mieczysław Wasilewski, Państwowy Instytut Wydawniczy, Warszawa 1980
33. Wojdowski, Bogdan, Chleb rzucony umarłym, Państwowy Instytut Wydawniczy, Warszawa 1981
34. Żukrowski, Wojciech, Córeczka, wyd. 4, Czytelnik, Warszawa 1981
35. Żukrowski, Wojciech, Okruchy weselnego tortu, Noce Ariadny, Czytelnik, Warszawa 1978
36. Żukrowski, Wojciech, Skąpani w ogniu, wyd. 9, Wydawnictwo Ministerstwa Obrony Narodowej, Warszawa 1982